# Wojtkowa
Wojtkowa – wieś w Polsce położona w województwie podkarpackim, w powiecie bieszczadzkim, w gminie Ustrzyki Dolne. Leży przy DW890.
Do 1954 miejscowość była siedzibą gminy Wojtkowa. W latach 1975–1998 miejscowość administracyjnie należała do województwa krośnieńskiego.

## Historia
Wieś położona w powiecie przemyskim, była własnością Wojciecha Morskiego, została spustoszona w czasie najazdu tatarskiego w 1672 roku.
W połowie XIX wieku właścicielami posiadłości tabularnej Wojtkowa i Wojtkówka byli spadkobiercy Nowosielskiego. 
W II Rzeczypospolitej wieś była położona powiecie dobromilskim województwa lwowskiego. W 1942. Ukraińska Policja Pomocnicza wywiozła wszystkich Żydów z Wojtkowej do getta, gdzie zostali zamordowani. 
Wieś w latach 1944–1947 miejscowość wielokrotnie atakowana przez UPA, mającą swoją siedzibę w lasach między Wojtkową a Grąziową. 29 czerwcu 1944 r. nacjonaliści ukraińscy uprowadzili i zamordowali po 3-dniowych torturach Jana Lichowskiego, kierownika miejscowej szkoły. Ciała nie odnaleziono (relacja córki zamordowanego, Lidii Ogonowskiej). 
20 września i 22 października 1945 r. upowcy napadli na posterunek milicji w Wojtkowej. Za pierwszym razem budynku nie zdobyli, ale za drugim razem podpalili go wraz z osobami, które w nim się znajdowały. Tych, którzy próbowali się wydostać, wrzucano ponownie do środka. Łącznie w obu napadach zamordowano 67 Polaków, tak milicjantów, jak i osoby cywilne. UPA spaliła również dwór i folwark znajdujące się na Turzy (część Wojtkowej), należący do Nowosieleckich.
Według Jana Pisulińskiego, MO w Wojtkowej od jesieni 1944 do wiosny 1945 zabiła około 40 osób, wiele przed śmiercią torturując. 

## Zabytki
- Cerkiew greckokatolicka pw. Narodzenia Bogarodzicy z 1920[12](od 1973 kościół rzymskokatolicki parafii św. Maksymiliana Kolbe w dekanacie Ustrzyki Dolne). Po wysiedleniu ludności ukraińskiej cerkiew pozostawała opuszczona, później użytkowana jako magazyn nawozów sztucznych. Wojtkowa miała dwie cerkwie. Druga została zniszczona w nieznanych okolicznościach podczas II wojny światowej. Został po niej tylko cmentarz przycerkiewny z grobami Nowosieleckich – szlachty zarządzającej Wojtkową.

- Młyn z XIX wieku zbudowany z muru pruskiego, co jest ewenementem na tym terenie.
- Murowana kapliczka z ok. 1890.
- Budynek numer 32 z 1910 – do 1992 pokrycie dachu było ze strzechy.

## Galeria

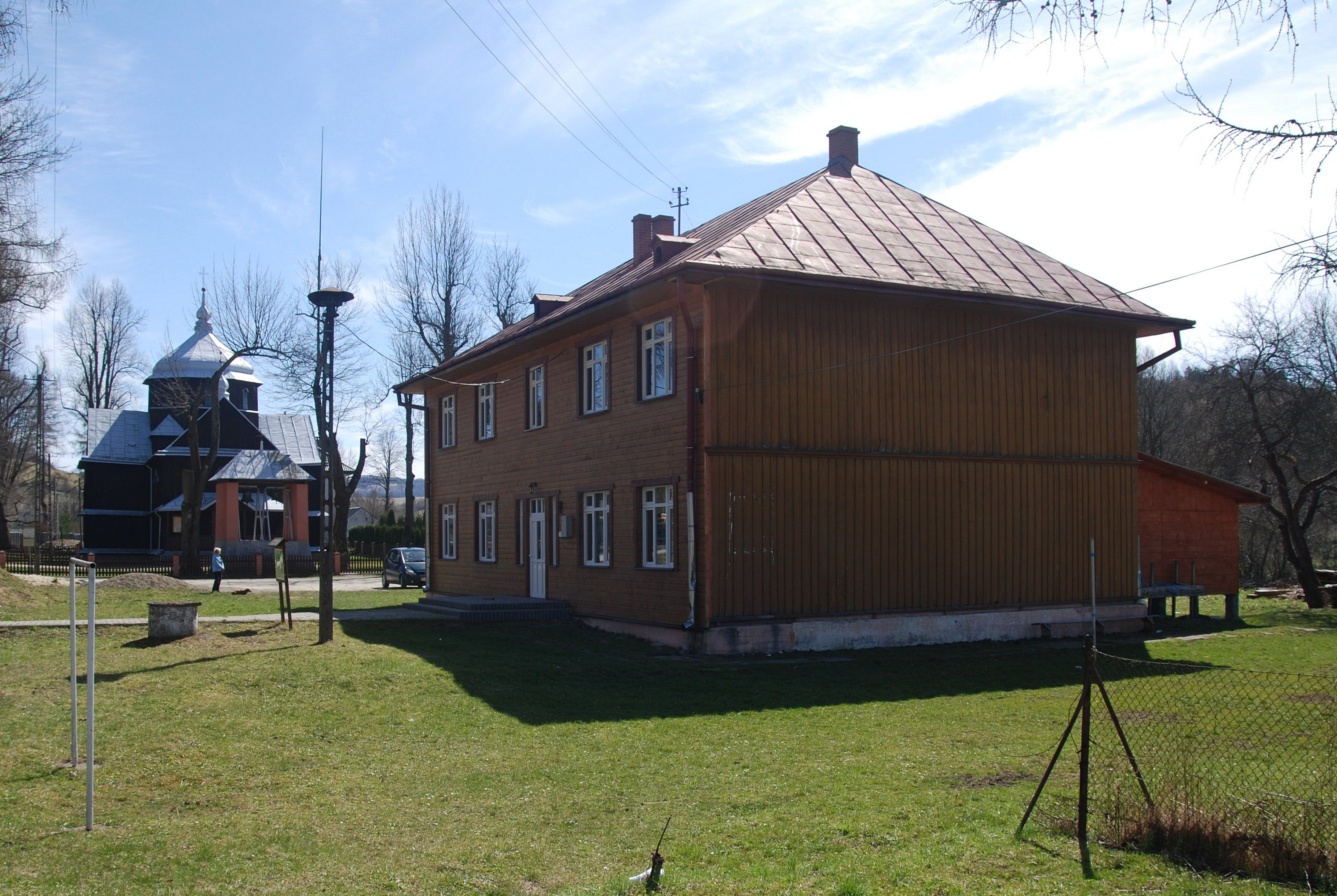
Szkoła
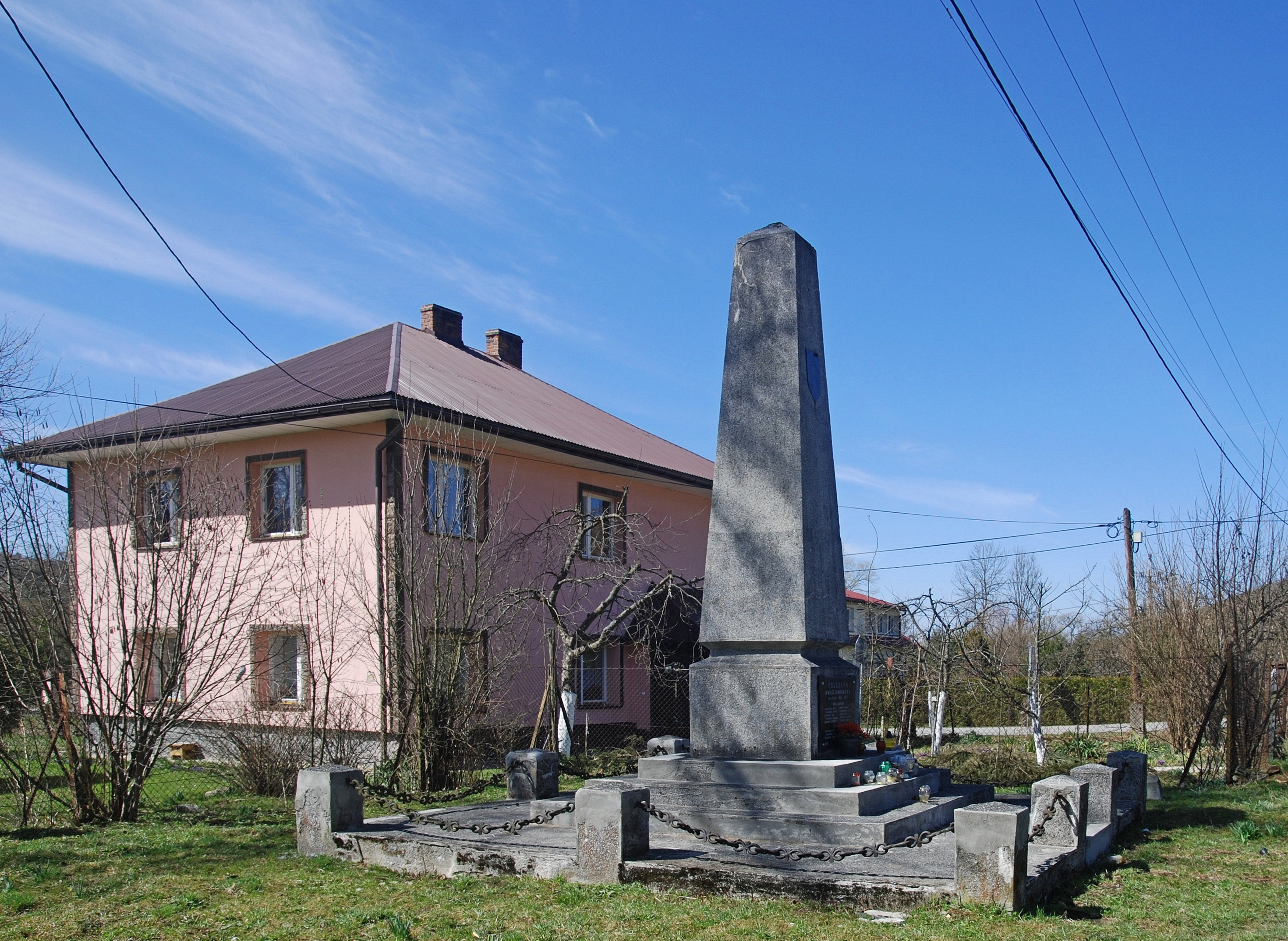
Pomnik z 1969
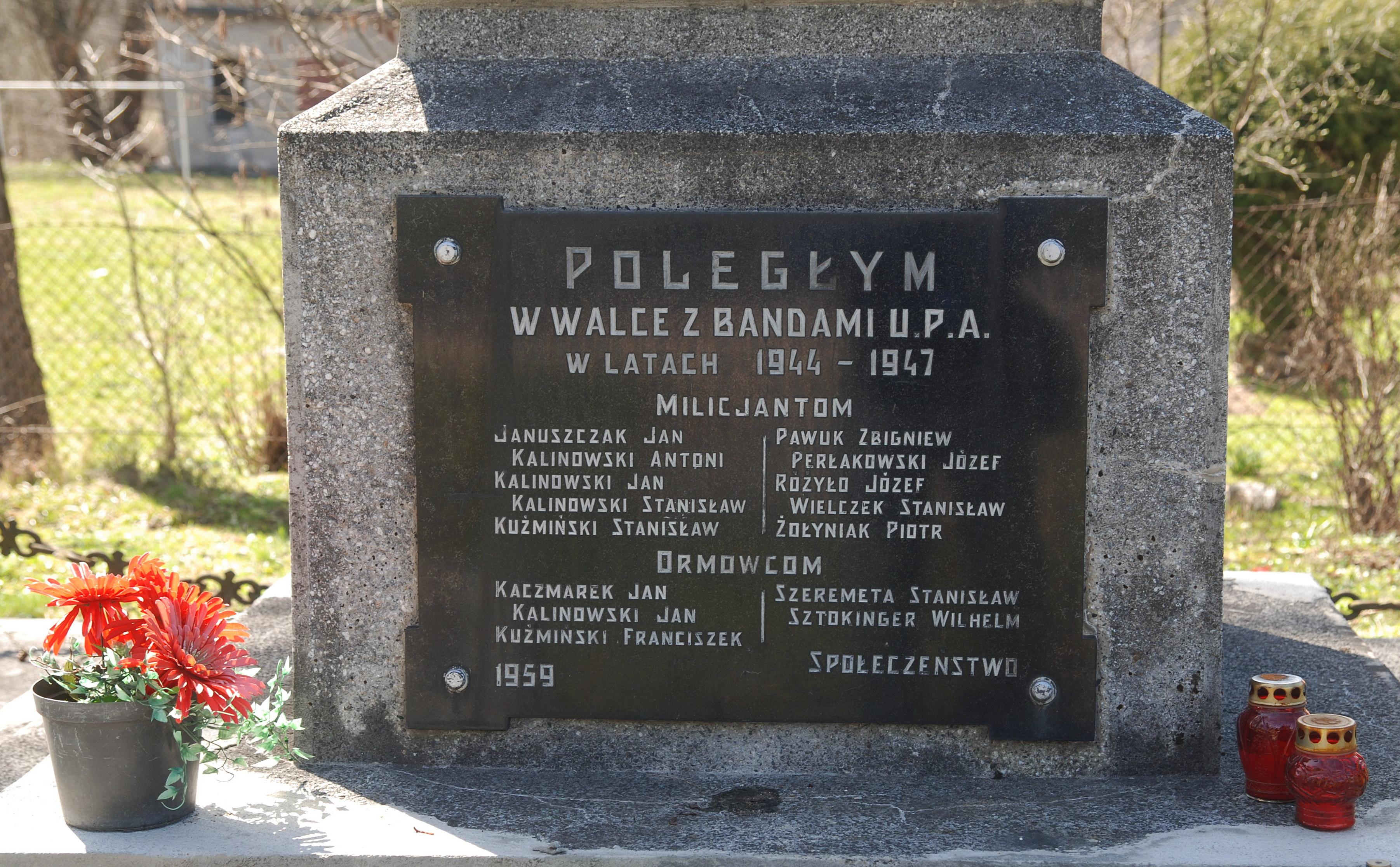
Tablica na pomniku